# 吕宪 (后凉)
吕宪，氐族，后凉宗室大臣，呂婆樓的侄子，呂光的从弟，吕纂的从叔。
吕宪在后凉官至建节将军、辽东郡太守。吕宪去世时，他的妻子苻氏为前秦宗室女，才十五岁，有姿色，因吕宪去世而自杀殉葬。